# Evaristo (football)
Evaristo de Macedo Filho, plus communément appelé Evaristo (né le 22 juin 1933 à Rio de Janeiro) est un joueur et entraîneur de football brésilien.

## Biographie

### Joueur
Evaristo fait partie des plus grands joueurs de l'histoire du football brésilien. Révélé avec le maillot de Flamengo, il a ensuite explosé pendant la Copa America 1957 avec le Brésil. Auteur de 5 buts dans le même match contre la Colombie (9-0), il a terminé son tournoi avec 8 buts au compteur. Transféré au FC Barcelone l'été suivant, il s'est montré très adroit avec les Catalans, avec lesquels il atteint en 1961 la finale de la Coupe d'Europe des Clubs, perdue contre Benfica. Deux fois champion d'Espagne et double vainqueur de la Coupe des Villes de foire, il a ensuite poursuivi son aventure européenne avec le Real Madrid. Auteur de 82 buts en Liga, il fut l'un des premiers Brésiliens à s'imposer de la sorte en Europe.

## Palmarès
Flamengo
- Championnat Carioca 1953, 1954, 1955, 1965

 Barça
- Coupe des villes de foires 1955-58, 1958-60
- Copa del Rey 1959
- La Liga 1958-59, 1959-60

 Real
- La Liga 1962-63, 1963-64, 1964-65